# Соната для виолончели и фортепиано (Цемлинский)
Сона́та для виолонче́ли и фортепиа́но ля мино́р (нем. Sonate für Violoncello und Pianoforte a-moll) — раннее (1894) сочинение Александра фон Цемлинского, единственная его законченная соната и одно из немногих произведений для виолончели с фортепиано.

## История создания и открытия
Соната принадлежит к числу самых ранних произведений Цемлинского. Впрочем, за его спиной уже была оконченная и исполненная публично ре-минорная симфония. В области камерной музыки он уже пытался написать фортепианное трио и два струнных квартета (ото всех них сохранились лишь отдельные части либо наброски). Окончив консерваторию, Цемлинский стал членом Венского общества музыкантов (нем. Wiener Tonkünstlerverein). В качестве вступительного «взноса», подтверждающего, что композитор достоин этого, он написал два произведения: фортепианный квартет Ре мажор и виолончельную сонату. Квартет был впервые исполнен 20 ноября 1893 года, но до нашего времени от него сохранились лишь фрагменты. Соната, как явствует из надписи на титульном листе, писалась в январе — марте 1894 года. К дуэту виолончели и фортепиано Цемлинский уже обращался, по крайней мере, в Трёх пьесах 1891 года, написанных для Фридриха Буксбаума, австрийского виолончелиста, члена Квартета Розе, бывшего при Малере и много позже, до 1938 года, первой виолончелью в Венской придворной опере. Ему посвящена соната, и он же стал её первым исполнителем 23 апреля 1884 года в Венском обществе музыкантов.
Уже с 1971 года о сонате было известно. Но долгое время она считалась утерянной. Таковой она обозначена в статье Л. Онкли и даже в каталоге Э. Бомона. Её рукопись хранилась в семье Буксбаума. Они дали фотокопию Фрицу Шпиглю, известному музыканту, юмористу и коллекционеру. Тот, в свою очередь, ближе к концу XX века передал её пианисту Питеру Уоллфишу (отцу известного виолончелиста Рафаэля Уоллфиша). Фотокопия была с трудом читаемая, и никто за неё не брался, пока не появился Энтони Бомон, «расшифровавший» её. Также он получил возможность справляться с оригиналом рукописи, который теперь хранится в Северном Уэльсе, где одновременно с этим открыл три ранее не известных пьесы Цемлинского для виолончели и фортепиано, датированных летом 1891 годом. Бомон же осуществил первое издание сонаты и этих пьес.

## Музыка
Соната написана в традиционной трёхчастной форме:
- I. Mit Leidenschaft (со страстью).
- II. Andante.
- III. Allegretto.

Время её создания (январь — март 1894 года) совпадает со временем начальных набросков к первой опере Цемлинского — «Зареме». Отголоски изображаемых в ней кавказских страстей можно без труда найти и в сонате, в этом уже сказывается любовь композитора к экзотике. Вместе с тем, главная партия первой части выдержана в духе И. Брамса. Она перетекает в страстную перекличку виолончели с фортепиано и плавно выливается в побочную партию, более спокойную и расслабленную. Экспозиция повторяется. Разработка построена преимущественно на материале главной партии, её порывы повторяются со все большей силой, накатываются на более спокойную тему побочной партии. Затем все утихает и наступает реприза, за которой следует быстро вырастающая до эмоционального пика кода.
Вторая часть написана в трёхчастной форме. Её тема — светлая, полная лиризма и спокойствия. Романтизм Цемлинского предстаёт здесь с другой, недраматической, стороны. Средняя часть (эпизод) — короткая, но бурная. Кода достаточно длинна и призвана завершить умиротворённое впечатление. В финале в сонатной форме используются две темы: первая — строгая, снова напоминающая Брамса, а вторая из-за своей широты и вызываемого ею ощущения тепла и света имеет несомненную связь с музыкой А. Дворжака. Интересна связующая партия: она начинается маленьким фугато на тему главной партии и упирается вдруг в тему побочной. В основу разработки положена первая тема, в варианте, использованном в связующей партии (стаккато, канон, напоминающий бывшее недавно фугато). В репризе, к которой ведут лёгкий фортепианный пассаж стаккато и виолончельный пиццикато, побочная партия проводится уже в миноре, что особенно подчеркивает её прозрачность и хрупкость, своеобразную «хрустальность». Не отделённая резко кода использует темы всех трёх частей, тихо, почти шёпотом разрешая все конфликты сонаты.

## Записи
| Год записи | Виолончель | Фортепиано     | Фирма                                 |
| ---------- | ---------- | -------------- | ------------------------------------- |
| 2006       | И. Мозер   | П. Ривиниус    | Hänssler Classic — 093.206.000        |
| 2006       | Р. Уоллфиш | Дж. Йорк       | Nimbus — NI 5860                      |
| 2007       | О. Мюллер  | К. Хинтерхубер | Naxos — 8.570540 (недоступная ссылка) |